# Воркута (аеропорт)
Воркута(рос. Аэропорт Воркута) (IATA: VKT, ICAO: UUYW) — аеропорт у Республіці Комі, що розташований на південно-західній околиці однойменного міста.
Аеродром спроможний приймати літаки Ан-12, Ан-24, Ан-26, Іл-114, Л-410, Ту-134, Як-40, Як-42, ATR 42, Bombardier CRJ 100/200, Embraer EMB 120 Brasilia, Embraer ERJ-145, Embraer E-190, Sukhoi Superjet 100 і всі легші за ці літаки, вертольоти всіх типів. Класифікаційне число ЗПС (PCN) 14/R/B/X/T.
На аеродромі, окрім цивільної авіації, базується авіація ФСБ РФ.
Поблизу Воркути є також військовий аеродром Воркута-Совєтський.

## Статистика
| Рік            | 2014 | 2015 | 2016 | 2017 | 2018 | 2019 |
| тис. пасажирів | 60,6 | 42,5 | 33,8 | 26,4 | 22,3 | 17,6 |
| Джерела:       |      |      |      |      |      |      |

Див. джерело запитів Вікіданих та джерела.

## Авіалінії та напрямки
| Авіакомпанія  | Пункт призначення |
| ------------- | ----------------- |
| РусЛайн       | Москва-Внуково    |
| Коміавіатранс | Сиктивкар         |

## Катастрофи

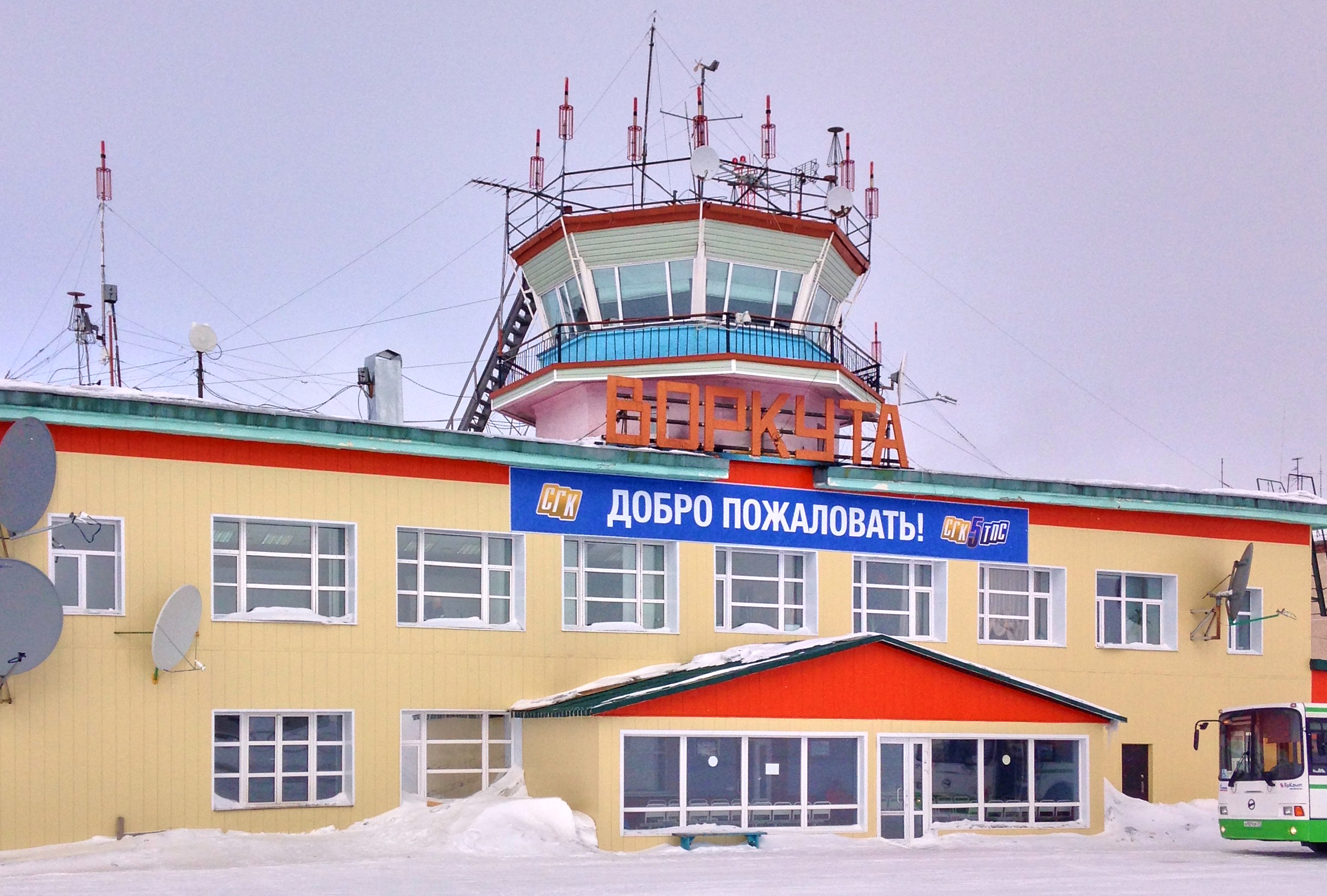
Будівля аеровокзалу з боку ЗПС

19 грудня 2009 року близько 15:00 за московським часом вертоліт Мі-171 (бортовий номер RA-22468) Ухтинської філії ТОВ Авіапідприємство «Газпромавіа», на борту якого перебувало 22 пасажири та 3 члени екіпажу, виконував рейс за маршрутом Бованенково — Воркута. Повітряне судно здійснило аварійну посадку у тундрі за 700 м від шахти «Воркутинська», не долетівши приблизно 4,5 км до аеропорту Воркута. При жорсткій посадці вертольота один із пасажирів отримав важкі травми, від яких згодом помер. До того ж ще й заподіяна тяжка шкода здоров'ю іншого пасажира. Командира повітряного судна Миколу Вітковського звинувачують у скоєнні злочину, передбаченого ч. 2 ст. 263 Кримінального кодексу РФ (порушення правил безпеки руху та експлуатації повітряного транспорту, що призвело з необережності до смерті людини). За висновком Міждержавного авіаційного комітету, безпосередньою причиною авіатрощі стала втрата екіпажем просторового орієнтування після зниження нижче висоти прийняття рішення внаслідок відволікання уваги від контролю за режимом польоту на візуальний пошук вогнів підходу та ЗПС в умовах відсутності видимості наземних і світлових орієнтирів, що призвело до неумисного виведення вертольота на великі кути тангажу, втрати швидкості та потрапляння в режим вихрового кільця.